# Acrolophus bactra
Acrolophus bactra är en fjärilsart som beskrevs av August Busck 1914. Acrolophus bactra ingår i släktet Acrolophus och familjen Acrolophidae. Inga underarter finns listade i Catalogue of Life.